# 不期而至 (美国电视剧)
《不期而至》（英語：Life Unexpected，又译：缘来一家人、意想不到的生活、随缘、不期而遇），是一部已经完结的美国电视连续剧；本剧由Liz Tigelaar开发，由布丽特妮·罗伯森主演。

## 简介

### 第一季 (2010)
Lux Cassidy从小就在各个寄养家庭间穿梭，16年了她却换了7个寄养家庭；Lux决定获得独立和自己的朋友们生活在一起，于是通过资料Lux找到了亲身父亲Nathaniel Bazile(简称Baze)；Baze不敢相信自己已经有个即将成年的女儿，原来Baze高中女友Catherine Cassidy(简称Cate)怀孕后没有告诉Baze，产下后将孩子送往寄养机构；Lux申请独立需要亲身父母的签名，通过Baze的帮忙Lux联系到了Cate，在亲生父母都签名后Lux去申请独立，然而在申请独立的时候法官认为Lux没有能力并且认为签名无证人也无公证，于是Lux就这样被判给亲生父母抚养；然而他们之间的隔阂没有那么容易解开，Lux和好友一起生活的计划也要泡汤了。

### 第二季 (2010-2011)
上一季Lux的突然出现让Baze和Cate再次产生火花，但是Baze错过了机会看着Cate和Ryan走进教堂。

　　本季开始Cate和Ryan带着Lux一起去游玩一些日子后回到Portland，Bug向Lux求婚让Lux虽接受但十分困惑，Baze的酒吧来了一个新酒保Paige；Baze向Cate表白但是以晚，并得知最后是Lux支持Cate嫁给Ryan的，此时Lux到酒吧里面来找Baze，Lux见Baze不在决定在酒吧等等，这时候一个叫Eric Daniels的人来了，两人聊得很投缘，Eric提议去海边看看大海在做决定要不要嫁给Bug，于是Lux向父母撒谎和Eric去海边，在路上两人摩擦出火花；Cate回家和Ryan拆礼物是看到了一个叫Julia的人送来的礼物；Baze和Paige上床，第二天Paige起来先走了，然而她抛了个烟头在酒吧导致酒吧火灾；Cate主持节目是接到Math电话得知酒吧着火并以Lux还在酒吧内，Baze于是冲进酒吧找Lux；Baze受伤但无大碍；Lux确定收回上次对Bug的“Yes”；因为临时离开Cate被炒；Ryan打电话给一个叫Julia得女人；Paige到Cate家来，原来她的全名是Paige Thomas，是Ryan的妹妹；而Lux到学校上课的时候碰到了Eric，当Lux以为Eric的身份证是假冒的时候Math向Lux介绍Eric是新来的英语老师。

## 演员表

### 主演
- 布丽特妮·罗伯森 饰 Lux Cassidy
- Shiri Appleby 饰 Catherine "Cate" Cassidy
- 克里斯托弗·普拉哈 饰 Nathaniel "Baze" Bazile
- Austin Basis 饰 Matthew "Mat" Rogers
- Kerr Smith 饰 Ryan Thomas

### 循环演员
- Reggie Austin 饰 Jamie
- Ksenia Solo 饰 Natasha "Tash" Siviac
- Rafi Gavron 饰 Bobby "Bug" Guthrie
- Lucia Walters 饰 Fern
- Erin Karpluk 饰 Alice
- Austin Butler 饰 Jones Mager
- Robin Thomas 饰 Jack Bazile
- Susan Hogan 饰 Ellen Bazile
- Alexandra Breckenridge 饰 Abby Cassidy
- Cynthia Stevenson 饰 Laverne Cassidy
- 吉娜·霍尔登 饰 Trina Campbell

## 制作
不期而至由最好的一天制片厂（Best Day Ever Productions）、哥伦比亚广播公司电视工作室和華納兄弟電視公司共同制作，由Liz Tigelaar、Janet Leahy以及Gary Fleder共同担任执行制片人，试播集由Gary Fleder执导。
2009年1月低CW电视网宣布在开发一部名为光年（Light Years）的剧集，并解释主角Lux名字的含义为光。根据Liz Tigelaar所说这个名字太科幻了，在4月片名被改为，而不久之后片名又被改为，但在五月拍摄是片名又被改为。在六月网上恢复使用一名，将字母X特意改为大写以凸显出主角名字。但是没有将X大写的片名成为最终的版本，因为这个片名出现在2009年秋季宣传的广告上。

## 奖项和提名
| 年份 | 结果 | 奖项         | 类别         | 提名对象 |
| ---- | ---- | ------------ | ------------ | -------- |
| 2010 | 提名 | 青少年选择奖 | 突围电视节目 | 不期而至 |

## 收视排名
以下数据来自尼尔森。
| 季度 | 播放时间 (ET/PT)                                            | 播放日期      | 播放日期      | 播放日期                         | 排名 | 收视人数 (单位：百万) |
| 季度 | 播放时间 (ET/PT)                                            | 该季度第一集  | 该季度大结局  | 年份段                           | 排名 | 收视人数 (单位：百万) |
| ---- | ----------------------------------------------------------- | ------------- | ------------- | -------------------------------- | ---- | --------------------- |
| 1    | 星期一 9/8点 1月18日 - 3月1日 星期一 8/7点 3月8日 - 4月12日 | 2010年1月18日 | 2010年4月12日 | 2009–2010 （页面存档备份，存于） | #136 | 2.01                  |
| 2    | 星期二 9/8点                                                | 2010年9月14日 | 2011年1月18日 | 2010–2011 （页面存档备份，存于） | #140 | 1.50                  |